# Jbel Yagour
O Jbel Yagour (em francês: Plateau du Yagour; "planalto do Yagour"; em árabe: جبل ياكور) é uma montanha e planalto situada na cordilheira do Alto Atlas, a sudoeste de Marraquexe e a noroeste do o cume mais alto da cordilheira, o Jbel Toubkal. A altitude do planalto, que é rodeado de escarpas maciças, oscila entre 2 300 e 2 700 metros.
É conhecido pela pelas suas vistas panorâmicas sobre o maciço do Atlas e pelas imagens de arte rupestre — há mais de mil imagens esculpidas nas rochas que datam do período entre 500 e 1 000 a.C..